# Euthymios Koulourīs
Efthymios Koulourīs (in greco Ευθύμιος Κουλούρης?; Skydra, 6 marzo 1996) è un calciatore greco, attaccante del Pogoń Stettino.

## Caratteristiche tecniche
È un attaccante mobile, abile nella costruzione del gioco e dotato di buona tecnica individuale; è molto bravo nel fornire assist ai compagni di squadra. È stato paragonato al connazionale Giōrgos Samaras.

## Carriera

### Club

#### Esordi e debutto nel PAOK
Cresce nelle giovanili del PAOK, con cui vince il campionato greco Under-17 di massima divisione, realizzando il gol decisivo. Un anno dopo va a segno con la formazione Under-20 del club tessalonicese, battendo il record di Stefanos Athanasiadīs, e vince un altro campionato nazionale. Dopo aver segnato 25 reti, è promosso in prima squadra. Esordisce con la prima squadra del PAOK il 13 febbraio 2014, all'età di 17 anni e 11 mesi, contro l'Apollon Smyrnis in Coppa di Grecia, in cui realizza due gol. Debutta in Souper Ligka Ellada  sempre nella stagione 2013-2014, contro l'Asteras Tripolīs.

#### Prestito all'Anorthosis
Nell'estate del 2015 si trasferisce all'Anorthōsis, club cipriota, in prestito annuale. Il 28 ottobre 2015 realizza 6 reti nella sfida vinta 9-0 contro l'Elpida Xylofagou in Coppa di Cipro, andando in gol anche su calcio di rigore. Il primo gol in campionato lo segna il 1º novembre contro il Pafos, nella partita vinta per 2-1 in trasferta. Termina l'annata con 6 gol in campionato e 13 in totale.

#### Biennio al PAOK
Rientrato al PAOK, segna una doppietta il 19 settembre 2016 nella sfida di campionato vinta per 2-1 in casa dell'Asteras Tripolis. Totalizza in stagione 32 presenze e 6 reti, mentre il bilancio della stagione seguente è di 21 presenze e 5 gol.

#### Prestito all'Atromitos
Il 4 luglio 2018 è ceduto in prestito annuale all'Atromītos, altro club della massima serie greca. Esordisce nel secondo turno di Europa League contro la Dinamo Brėst, andando in gol nella gara persa per 4-3 in trasferta dai greci. Debutta in campionato con l'Atromitos il 25 agosto, dando ai suoi la vittoria per 2-1 sul campo del Panaitōlikos. Il 25 settembre arrivano anche i primi gol in Coppa di Grecia, nella gara persa per 1-2 in casa contro il PAS Giannina. Nel corso dell'annata salta le partite tra Atromitos e PAOK, secondo un accordo stretto con il club tessalonicese. Tra i numerosi gol stagionali dell'attaccante si segnala la tripletta realizzata il 9 gennaio 2019 contro l'Apollōn Smyrnīs, che proietta l'Atromitos nei quarti di finale di Coppa di Grecia. Il 17 aprile 2019, giunto a quota 24 reti stagionali, si afferma come l'attaccante greco più prolifico in patria degli ultimi 17 anni (dopo Demis Nikolaidis, autore di 24 reti nella stagione 2001-2002). Chiude la stagione con 19 reti in 28 presenze in massima serie, laureandosi capocannoniere: è la prima volta che un giocatore dell'Atromitos riesce nell'impresa.

#### Tolosa
Il 22 giugno 2019 si trasferisce al Tolosa per 3,2 milioni di euro più bonus, firmando un contratto quadriennale. Esordisce in Ligue 1 il 10 agosto seguente, contro il Brest, andando in gol all'89º minuto di gioco, dando ai suoi il definitivo pari (1-1). Il 31 agosto segna il primo gol casalingo, nella vittoria per 2-0 contro l'Amiens.

#### Ritorno all'Atromitos
Il 22 giugno 2021 fa ritorno all'Atromītos.

### Nazionale
Dopo aver giocato per la Grecia under 17 e la Grecia under 18, approda nella nazionale Under-21 greca nel 2016 e ne diventa il capitano.
Il 23 marzo 2018 debutta con la nazionale maggiore ellenica nella sfida persa per 1-0 in casa contro la Svizzera.

## Statistiche

### Presenze e reti nei club
Statistiche aggiornate al 5 gennaio 2021.
| Stagione        | Squadra         | Campionato      | Campionato | Campionato | Coppe nazionali | Coppe nazionali | Coppe nazionali | Coppe continentali | Coppe continentali | Coppe continentali | Altre coppe | Altre coppe | Altre coppe | Totale | Totale |
| Stagione        | Squadra         | Comp            | Pres       | Reti       | Comp            | Pres            | Reti            | Comp               | Pres               | Reti               | Comp        | Pres        | Reti        | Pres   | Reti   |
| --------------- | --------------- | --------------- | ---------- | ---------- | --------------- | --------------- | --------------- | ------------------ | ------------------ | ------------------ | ----------- | ----------- | ----------- | ------ | ------ |
| 2013-2014       | PAOK            | SL              | 4+5        | 1          | CG              | 2               | 2               | UCL+UEL            | -                  | -                  | -           | -           | -           | 11     | 3      |
| 2014-2015       | PAOK            | SL              | 10+4       | 0          | CG              | 1               | 0               | UEL                | 0                  | 0                  | -           | -           | -           | 15     | 0      |
| lug.-ago. 2015  | PAOK            | SL              | 0          | 0          | CG              | -               | -               | UEL                | 4                  | 0                  | -           | -           | -           | 4      | 0      |
| ago. 2015-2016  | Anorthōsis      | AK              | 13+8       | 5+1        | CC              | 4               | 7               | -                  | -                  | -                  | -           | -           | -           | 25     | 13     |
| 2016-2017       | PAOK            | SL              | 16+3       | 5          | CG              | 7               | 1               | UCL+UEL            | 2+4                | 0                  | -           | -           | -           | 32     | 6      |
| 2017-2018       | PAOK            | SL              | 10         | 2          | CG              | 5               | 1               | UEL                | 1                  | 0                  | -           | -           | -           | 16     | 3      |
| Totale PAOK     | Totale PAOK     | Totale PAOK     | 52         | 8          |                 | 15              | 4               |                    | 11                 | 0                  |             | -           | -           | 78     | 12     |
| 2018-2019       | Atromitos       | SL              | 28         | 19         | CG              | 5               | 5               |                    | -                  | -                  |             | -           | -           | 33     | 24     |
| 2019-2020       | Tolosa          | L1              | 24         | 4          | CF+CdL          | 1+1             | 0               |                    | -                  | -                  | -           | -           | -           | 26     | 4      |
| 2020-2021       | Tolosa          | L2              | 9          | 0          | CF+CdL          | 3+0             | 0               |                    | -                  | -                  | -           | -           | -           | 12     | 0      |
| Calcio Tolosa   | Calcio Tolosa   | Calcio Tolosa   | 33         | 4          |                 | 5               | 0               |                    |                    |                    |             |             |             | 38     | 4      |
| Totale carriera | Totale carriera | Totale carriera | 126+8      | 36+1       |                 | 29              | 16              |                    | 11                 | 0                  |             | -           | -           | 174    | 53     |

### Cronologia presenze e reti in nazionale
| Cronologia completa delle presenze e delle reti in nazionale ― Grecia | Cronologia completa delle presenze e delle reti in nazionale ― Grecia | Cronologia completa delle presenze e delle reti in nazionale ― Grecia | Cronologia completa delle presenze e delle reti in nazionale ― Grecia | Cronologia completa delle presenze e delle reti in nazionale ― Grecia | Cronologia completa delle presenze e delle reti in nazionale ― Grecia | Cronologia completa delle presenze e delle reti in nazionale ― Grecia | Cronologia completa delle presenze e delle reti in nazionale ― Grecia |
| Data                                                                  | Città                                                                 | In casa                                                               | Risultato                                                             | Ospiti                                                                | Competizione                                                          | Reti                                                                  | Note                                                                  |
| --------------------------------------------------------------------- | --------------------------------------------------------------------- | --------------------------------------------------------------------- | --------------------------------------------------------------------- | --------------------------------------------------------------------- | --------------------------------------------------------------------- | --------------------------------------------------------------------- | --------------------------------------------------------------------- |
| 23-3-2018                                                             | Atene                                                                 | Grecia                                                                | 0 – 1                                                                 | Svizzera                                                              | Amichevole                                                            | -                                                                     | 73’                                                                   |
| 15-5-2018                                                             | Siviglia                                                              | Arabia Saudita                                                        | 2 – 0                                                                 | Grecia                                                                | Amichevole                                                            | -                                                                     | 60’                                                                   |
| 8-9-2018                                                              | Tallinn                                                               | Estonia                                                               | 0 – 1                                                                 | Grecia                                                                | UEFA Nations League 2018-2019 - 1º turno                              | -                                                                     | 90+2’                                                                 |
| 15-10-2018                                                            | Helsinki                                                              | Finlandia                                                             | 2 – 0                                                                 | Grecia                                                                | UEFA Nations League 2018-2019 - 1º turno                              | -                                                                     | 73’                                                                   |
| 15-11-2018                                                            | Atene                                                                 | Grecia                                                                | 1 – 0                                                                 | Finlandia                                                             | UEFA Nations League 2018-2019 - 1º turno                              | -                                                                     | 69’                                                                   |
| 23-3-2019                                                             | Vaduz                                                                 | Liechtenstein                                                         | 0 – 2                                                                 | Grecia                                                                | Qual. Euro 2020                                                       | -                                                                     | 83’                                                                   |
| 26-3-2019                                                             | Zenica                                                                | Bosnia ed Erzegovina                                                  | 2 – 2                                                                 | Grecia                                                                | Qual. Euro 2020                                                       | -                                                                     | 80’                                                                   |
| 30-5-2019                                                             | Antalya                                                               | Turchia                                                               | 2 – 1                                                                 | Grecia                                                                | Amichevole                                                            | -                                                                     |                                                                       |
| 11-6-2019                                                             | Amarousio                                                             | Grecia                                                                | 2 – 3                                                                 | Armenia                                                               | Qual. Euro 2020                                                       | -                                                                     |                                                                       |
| 5-9-2019                                                              | Tampere                                                               | Finlandia                                                             | 1 – 0                                                                 | Grecia                                                                | Qual. Euro 2020                                                       | -                                                                     | 60’                                                                   |
| 8-9-2019                                                              | Amarousio                                                             | Grecia                                                                | 1 – 1                                                                 | Liechtenstein                                                         | Qual. Euro 2020                                                       | -                                                                     |                                                                       |
| 12-10-2019                                                            | Roma                                                                  | Italia                                                                | 2 – 0                                                                 | Grecia                                                                | Qual. Euro 2020                                                       | -                                                                     | 27’ 67’                                                               |
| 15-10-2019                                                            | Atene                                                                 | Grecia                                                                | 2 – 1                                                                 | Bosnia ed Erzegovina                                                  | Qual. Euro 2020                                                       | -                                                                     | 70’ 90+2’                                                             |
| 15-11-2019                                                            | Erevan                                                                | Armenia                                                               | 0 – 1                                                                 | Grecia                                                                | Qual. Euro 2020                                                       | -                                                                     | 74’                                                                   |
| 18-11-2019                                                            | Amarousio                                                             | Grecia                                                                | 2 – 1                                                                 | Finlandia                                                             | Qual. Euro 2020                                                       | -                                                                     | 64’                                                                   |
| 6-9-2020                                                              | Pristina                                                              | Kosovo                                                                | 1 – 2                                                                 | Grecia                                                                | UEFA Nations League 2020-2021 - 1º turno                              | -                                                                     | 45+1’ 83’                                                             |
| 7-10-2020                                                             | Klagenfurt am Wörthersee                                              | Austria                                                               | 2 – 1                                                                 | Grecia                                                                | Amichevole                                                            | -                                                                     | 67’                                                                   |
| 28-3-2022                                                             | Podgorica                                                             | Montenegro                                                            | 1 – 0                                                                 | Grecia                                                                | Amichevole                                                            | -                                                                     | 75’                                                                   |
| Totale                                                                |                                                                       | Presenze                                                              | 18                                                                    |                                                                       | Reti                                                                  | 0                                                                     |                                                                       |

## Palmarès

### Club
- Coppa di Grecia: 2

PAOK: 2016-2017, 2017-2018

### Individuale
- Capocannoniere del campionato greco: 1

2018-2019 (19 reti)
- Capocannoniere del campionato polacco: 1

2024-2025 (25 reti)